# Torre Planetarium
La Torre Planetario es un complejo de dos rascacielos diseñado por los arquitectos Mallol & Mallol Arquitectos para construirse en la ciudad de Panamá, en Panamá, concretamente, en Costa del Este, corregimiento de Juan Díaz, cerca del límite con Parque Lefrevre. La torre más alta tendría 343,4 metros de altura y 92 pisos. La segunda y más corta 305,8 metros de altura y 82 pisos. El diseño original de la Torre Planetario fue uno de 300 metros de altura. Anilladas en tres partes para poder estabilizar las dos torres por su propia esbeltez. Las obras se comenzaron en mayo de 2008 y se finalizaron en poco mas de dos años.
Los anillos estructurales atraviesan el edificio de un lado a otro, y hay varios apartamentos entrelazados en esos niveles. El proyecto refleja el desarrollo inmobiliario que se ha estado llevando a cabo en los últimos años en la ciudad, con la construcción de modernos edificios de gran altura. Dentro de poco, la ciudad del canal se convertirá en una gran plaza de desarrollo en la región.